# Hallelujah FC
O Hallelujah FC foi um clube de futebol sul-coreano. A equipe competiu na K-League, na qual foi fundadora e primeira campeã.

## História
O clube foi fundado em 1980 por Choi Soon-young, então presidente da KFA. A ideia precursora de fundação, era de um clube com jogadores e comissão técnica composta de cristãos, tanto católicos ou protestantes. O seu mascote era uma águia.
Hallelujah FC foi um dos fundadores da K-League e vencedor da primeira edição da competição em 1983.
Em 1985 o clube retornou a categoria de clube amador, e foi totalmente dissolvido em 1998, devido a crise financeira asiática.

## Títulos

### Nacionais
- K-League: 1 :1984
- Copa Presidente: 1988